# Akcent (hebrejština)

Hebrejský biblický text ; akcenty vyznačeny modře

Akcent plní v hebrejštině trojí funkci: označuje přízvučnou slabiku slova, zároveň má však také melodickou a interpunkční funkci. Akcent také může ovlivňovat kvalitu vokálů ve slově či význam slova.

## Funkce akcentu
Akcenty plní v hebrejštině hned trojí funkci najednou:
- melodická funkce – akcenty určují melodii při liturgickém přednesu textu;
- přízvučná funkce – až na několik výjimek vyznačují akcenty slabiku s hlavním či vedlejším přízvukem. Přízvuk většinou leží na poslední slabice slova (ultima) – pak se přízvuk nazývá milra (מלרע‎, „zdola“), méně často na předposlední slabice (penultima) – mil'el (מלעיל‎, „shora“).[2] V moderní hebrejštině se oproti klasické hebrejštině vyskytují také slova, která mají přízvuk i na jiných slabikách.[zdroj?]
- interpunkční funkce – akcenty spojují a rozdělují větu do logických celků (sousloví, části vět apod.). Odtud se pak akcenty dělí na konjunktivní (spojovací) a distinktivní (rozlučovací). Systém přízvuků v próze se liší od systému v poezii, nicméně oba systémy mají společné to, že každý verš je rozdělen na polovinu, každá polovina pak může být rozdělena na další poloviny atd.[3]

## Vliv akcentu
Akcenty se mohou ve větě z důvodu snadnější a rytmičtější výslovnosti ovlivňovat. Hebrejština se snaží vyhnout tomu, aby dvě přízvučné slabiky stály bezprostředně vedle sebe. Pokud by ve slovním spojení měly stát dvě přízvučné slabiky vedle sebe, dochází buď k potlačení přízvuku v prvním slově, anebo k posunu přízvuku v prvním slově z poslední na předposlední slabiku.
Velké rozlučovací akcenty (zejména silluk ֽ a atnach ֑) mají vliv na vokál ve slabice, v níž se nachází. Tento vokál se pod vlivem akcentu, pokud je to možné, prodlužuje, a vzniká tak speciální „pauzální“ tvar slova. Například po vložení velkého rozlučovacího akcentu do slova majim מַיִם‎ nabývá toto slovo tvaru מָיִם‎.‎
Akcent někdy mívá také fonémický charakter, tj. určuje význam slova. Například banu בָּ֫נוּ‎ „v nás“ oproti בָּנ֫וּ‎ „vybudovali“.